# 紹斯蓋特 (佛羅里達州)
紹斯蓋特（英語：Southgate）是位於美國佛羅里達州薩拉索塔縣的一個人口普查指定地區。

## 地理
紹斯蓋特的座標為27°18′32″N 82°30′38″W / 27.30889°N 82.51056°W，而該地最高點為海拔高度0米（即0英尺）。

## 人口
根據2010年美國人口普查的數據，紹斯蓋特的面積為5.40平方千米，當中陸地面積為5.20平方千米，而水域面積為0.20平方千米。當地共有人口7173人，而人口密度為每平方千米1,328人。